# La Chapelotte
La Chapelotte település Franciaországban, Cher megyében. Lakosainak száma 130 fő (2022. január 1.). La Chapelotte Henrichemont, Humbligny, Ivoy-le-Pré, Jars, Neuilly-en-Sancerre, Le Noyer és Sens-Beaujeu községekkel határos.

## Népesség
A település népessége az elmúlt években az alábbi módon változott:
| Lakosok száma | 240  | 180  | 167  | 180  | 168  | 159  | 151  | 136  | 134  | 130  |
|               | 1968 | 1982 | 1990 | 2006 | 2013 | 2015 | 2017 | 2019 | 2020 | 2022 |